# Dilber Yunus
Dilber Yunus (uiguriska: دىلبەر يۇنۇس, kinesiska: 迪里拜尔·尤努斯, pinyin: Dílǐbàiěr Yóunǔsī; född 2 oktober 1958 Kashgar i Kina, är en koloratursopran. Hon har kallats för Filomele av Kina, med hänvisning till sagokungen Pandions dotter, som enligt legenden förvandlades till en näktergal.. Sedan 1987 är Dilbèr knuten till Helsingforsoperan. Hon har även sjungit på Malmöoperan.

## Biografi
Yunus föräldrar tillhörde den uiguriska befolkningen i nordvästra Kina och växte upp i Kashgar, Xinjiang och vid nio års ålder gav hon sin första konsert. Hon studerade vid  Musikakademien i Beijing och blev den första kvinnliga sångare som tog den högsta examen. 1984 vann hon andra pris vid Mirjam Helin sångtävling i Helsingfors och började sin karriär vid Helsingforsoperan och gästspelade vid Malmöoperan. 2008 blev hon professor  vid Central Conservatory of Music i Kina.

### Verklista (urval)
Yunus har sjungit hundratals soloarior runt om i världen och gestaltat följande roller på operascener:
- Nattens drottning i Mozarts Trollflöjten
- Rosina i Rossinis Barberaren i Sevilla
- Lisa i Bellinis Sömngångerskan
- Adina i Donizettis Kärleksdrycken
- Marie i Donizettis Regementets dotter
- Lucia i Donizettis Lucia di Lammermoor
- Gilda i Verdis Rigoletto
- Oscar i Verdis Maskeradbalen
- Olympia i Offenbachs Hoffmanns äventyr
- Sophie i Massenets Werther
- En blomsterflicka i Wagners Parsifal
- Titelrollen i Stravinskys Näktergalen
- Zerbinetta i Strausss Ariadne på Naxos
- Lauretta i Puccinis Gianni Schicchi

## Priser och utmärkelser
- 1997/98 – "Operapriset" av Tidskriften OPERA
- 1998 – Birgit Nilsson-stipendiet